# Die Verdammte Spielerei

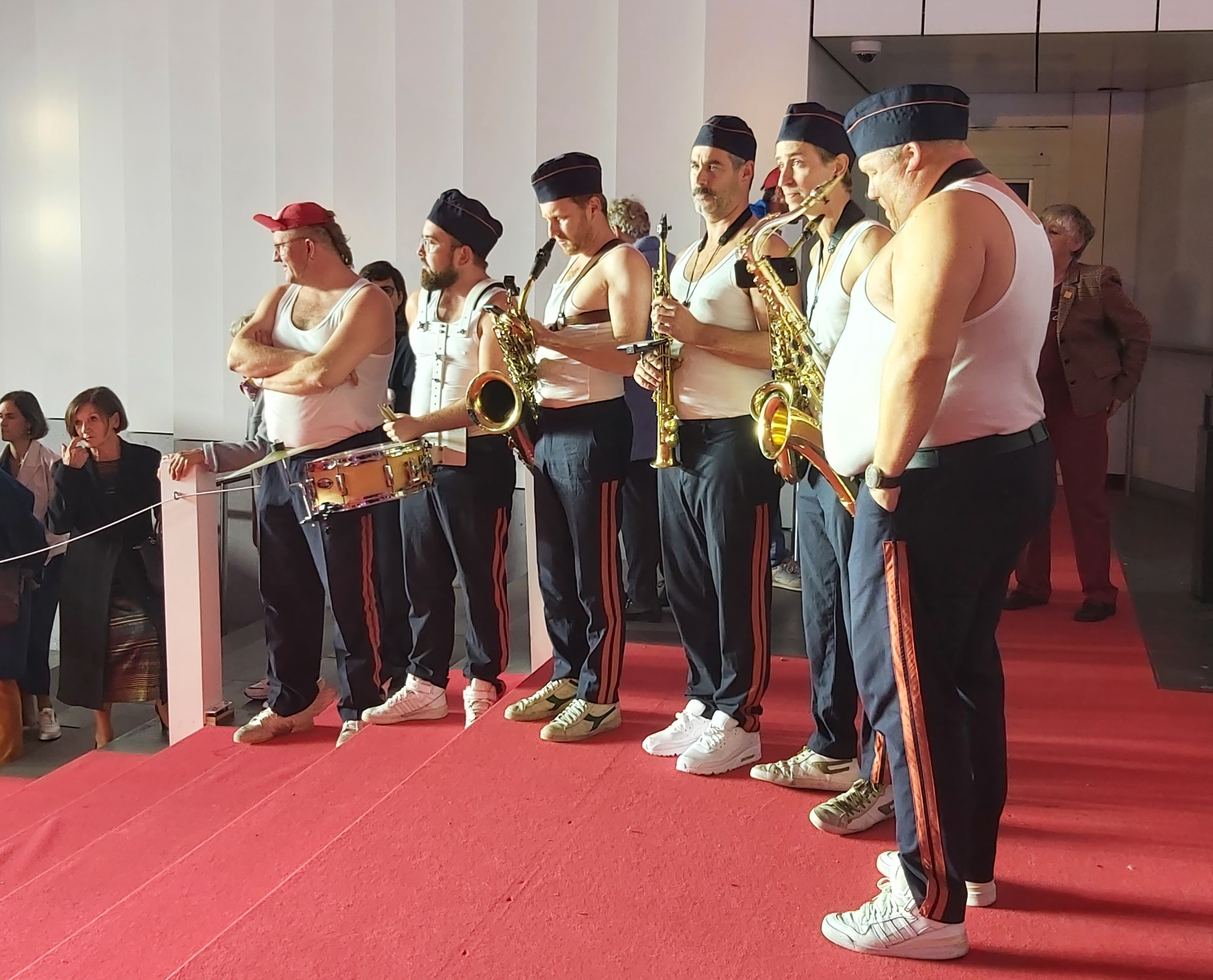
Die Verdammte Spielerei op de rode loper van het Film Fest Gent 2024

Die Verdammte Spielerei is een gezelschap van muzikanten die een parodie brengt op de klassieke vorm van een fanfare. In deze vorm brengen ze wandelorkesten, theatershows en klassieke concerten. Het muziekgezelschap werd opgericht in juli 2006 en maakte zijn debuut tijdens de Gentse Feesten. De groep heeft talloze optredens verzorgd op straattheaterfestivals en festivals zoals Pukkelpop, Lowlands, Dranouter, Gentse Feesten en Lokerse Feesten.
Die Verdammte Spielerei bestaat uit
- Stefaan De Winter (woord en zang)[2]
- Roeland Vanhoorne (sopraansax & klarinet)
- Pieterjan Vandaele (altsax)
- Bjorn Verschoore (tenorsax & klarinet)
- Thomas Van Gelder (baritonsax & basklarinet)
- Ruben Cooman (percussie)

Het gezelschap schreef vier theatervoorstellingen: Een dag met Stefaan (2015), Nachtvorst (2017), Seniorie De Spielerei (2022) en Sax, Drugs & Marsmuziek (2024).  Sinds 2019 maakten ze samen met Symfonieorkest Vlaanderen drie familievoorstellingen Onnozelaars, Vlam Vlam Vlam en Buzzzing . Daarnaast treden ze ook op als wandelorkest op evenementen zoals Pukkelpop, Dranouter en de Gentse Feesten. Die Verdammte Spielerei brengt ook klassieke concerten onder Pakske Klassiek en Pakske Natuur.  Mede-muzikanten worden hierbij uitgenodigd voor een muzikale avond in een historisch gebouw (bv. de Sint-Baafskathedraal in Gent). In 2019 gingen ze de baan op met de voorstelling Spielerei Kaept Kaempfert. Een avond rond de muziek en persoonlijkheid van Bert Kaempfert.
Voor het jaar 2023 wonnen ze de publieksprijs cultuur van de Vlaamse Gemeenschap een Ultima's.
In 2024 werd Die Verdammte Spielerei ingezet als gastorkest van het televisieprogramma Scheire en de Schepping en waren ze tevens te zien in de debuutfilm van Dimitri Verhulst, Waarom Wettelen?
Die Verdammte Spielerei blijft intussen zowel spelen op straat, in kerken en diverse Culturele Centra in Vlaanderen en Nederland.